# Por qué será (canción)
"Por qué será"  es una balada escrita, producida e interpretada por el cantautor ítalo-venezolano Rudy La Scala. Fue lanzado como el sencillo principal del quinto álbum de estudio del mismo título Por qué será (1991), y se convirtió en su segundo sencillo número 1 en la lista Billaboard tops Latin Songs después de "El cariño es como una flor" el año anterior.
La canción debutó en la lista Billaboard Top Latin Song (anteriormente Hot Latin Songs) en el puesto número 22 en la semana del 14 de septiembre de 1991, subiendo a la cima top cuatro semanas más tarde. "Por Qué Será" alcanzó el número 1 el 9 de noviembre de 1991, reemplazando "Cosas del amor" por el cantante mexicana-estadounidense Vikki Carr y la cantautora mexicana Ana Gabriel y fue sucedido dos semanas después por "Amor mío, ¿qué me has hecho?" por el cantautor español Camilo Sesto.